# Tinja
Die Tinja (serbisch-kyrillisch Тиња) ist ein 69 km langer rechter Nebenfluss der Save im Nordosten von Bosnien und Herzegowina.
Sie entspringt im nördlichen Teil des Gebirges Majevica auf dem Gebiet der Gemeinde Čelić (Föderation Bosnien und Herzegowina) und fließt dann durch die Gemeinden Srebrenik, Gradačac und Brčko, bevor sie bei Gorice an der kroatischen Grenze in die Save mündet.